# Lamellibrachia barhami
Lamellibrachia barhami är en ringmaskart som beskrevs av Webb 1969. Lamellibrachia barhami ingår i släktet Lamellibrachia och familjen skäggmaskar. Inga underarter finns listade i Catalogue of Life.